# Хиршер, Марсель
Ма́рсел(ь) Хи́ршер (нем. Marcel Hirscher; род. 2 марта 1989 года, Аннаберг-Лунгёц, Халлайн, Зальцбург) — австрийский и нидерландский горнолыжник, двукратный олимпийский чемпион 2018 года (комбинация, гигантский слалом), 7-кратный чемпион мира (делит рекорд среди мужчин с Тони Зайлером), 8-кратный обладатель Кубка мира в общем зачёте подряд, победитель 67 этапов Кубка мира (второе место по количеству побед за всю историю мужского Кубка мира после Ингемара Стенмарка). Специализировался в технических дисциплинах — слаломе и гигантском слаломе, также имеет победы на мировом уровне в комбинации и супергиганте. Пять раз признавался лучшим спортсменом года в Австрии (2012, 2015, 2016, 2017, 2018).
Единственный в истории горнолыжного спорта спортсмен, завоевавший восемь больших Хрустальных глобусов (тем самым превзойдя достижение австрийской горнолыжницы Аннемари Мозер-Прёль, выигрывавшей Кубок мира шесть раз в 1971—1975, 1979 годах). Второй в истории мужского Кубка мира по количеству попаданий в тройку лучших на этапах (после Ингемара Стенмарка).
Завершил карьеру в 2019 году, но в 2024 году в возрасте 35 лет вернулся на трассы Кубка мира, выступая за Нидерланды, родину своей матери. 

## Карьера

### Юниорская
Первый юниорский чемпионат мира для Хиршера, проходивший во Флахау в 2007 году, был домашним. На нём он выиграл «золото» в гигантском и «серебро» в специальном слаломе. Следующий чемпионат в Формигале принёс ему две медали высшего достоинства в тех же слаломе и гиганте. чемпионат 2009 года в Гармиш-Партенкирхене закончился для австрийца «бронзой» в гиганте и «серебром» в супергиганте.

### Взрослая

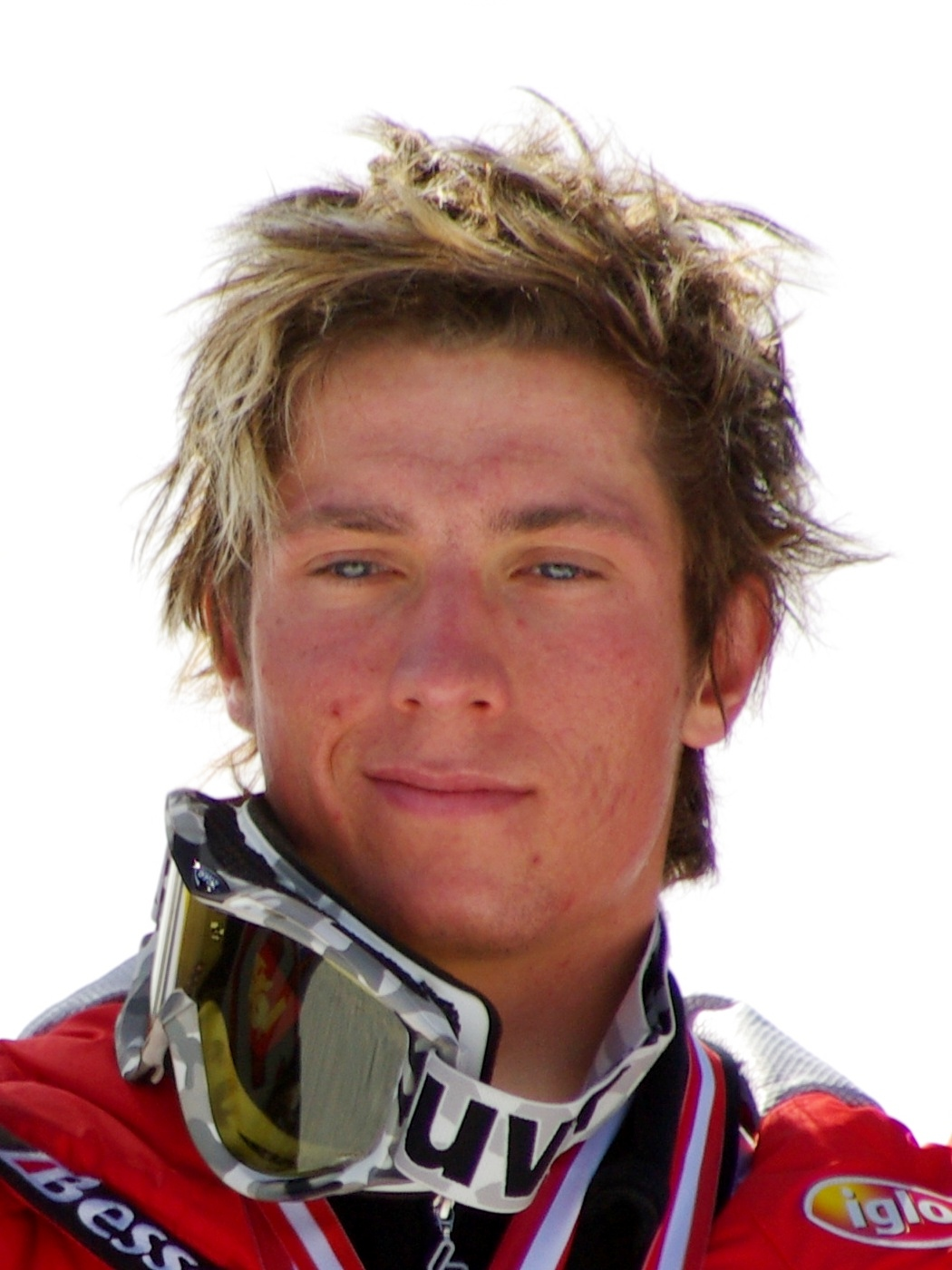
Хиршер в 2008 году

17 марта 2007 год дебютировал в Кубке мира, став 24-м в гиганте на этапе в Ленцерхайде. 9 марта 2008 года он впервые попал на подиум в Кубке мира, замкнув тройку лучших в слаломе на этапе в Краньске-Горе. На дебютном для себя чемпионате мира 2009 года в Валь-д’Изере Хиршер стал четвёртым в слаломе-гиганте. 13 декабря 2009 года на этапе Кубка мира в том же Валь-д’Изере к Хиршеру пришла первая победа на взрослых соревнованиях: он первенствовал в слаломе-гиганте.
На последнем перед Олимпийскими играми 2010 года в Ванкувере этапе Кубка мира в Краньске-Горе Хиршер был по очереди вторым и первым в гиганте и один раз был вторым в слаломе.
На Играх в Ванкувере Хиршер дважды был близок к завоеванию наград: в гигантском слаломе австриец лишь 0,08 сек по сумме двух попыток уступил бронзовому призёру Акселю Лунду Свиндалю и занял 4-е место, а в слаломе стал пятым.
В Кубке мира Хиршер сумел стать одним из лидеров в сезоне 2011/2012. В декабре-январе он некоторое время возглавлял общий зачёт Кубка мира благодаря целому ряду побед на этапах в слаломе и гигантском слаломе (с 5 по 8 января Хиршер выиграл подряд три этапа Кубка мира в Загребе и Адельбодене). В середине января 2012 года уступил лидерство в общем зачёте хорвату Ивице Костеличу. В феврале, благодаря своим успехам и травме Костелича, вновь вышел в лидеры общего зачёта. В марте Хиршер вёл борьбу за победу в общем зачёте со швейцарцем Беатом Фойцем. На последнем этапе Кубка мира в Шладминге Хиршер выступил в супергиганте (всего лишь 4-й раз в карьере на этапах Кубка мира), и достаточно неожиданно сумел занять третье место (Фойц сошёл на трассе). Через 2 дня выиграл гигантский слалом и возглавил общий зачёт Кубка мира перед последней гонкой сезона — слаломом. С учётом того, что Фойц решил не выступать в слаломе, Хиршер завоевал большой Хрустальный глобус за победу в общем зачёте Кубка мира вне зависимости от последнего результата.

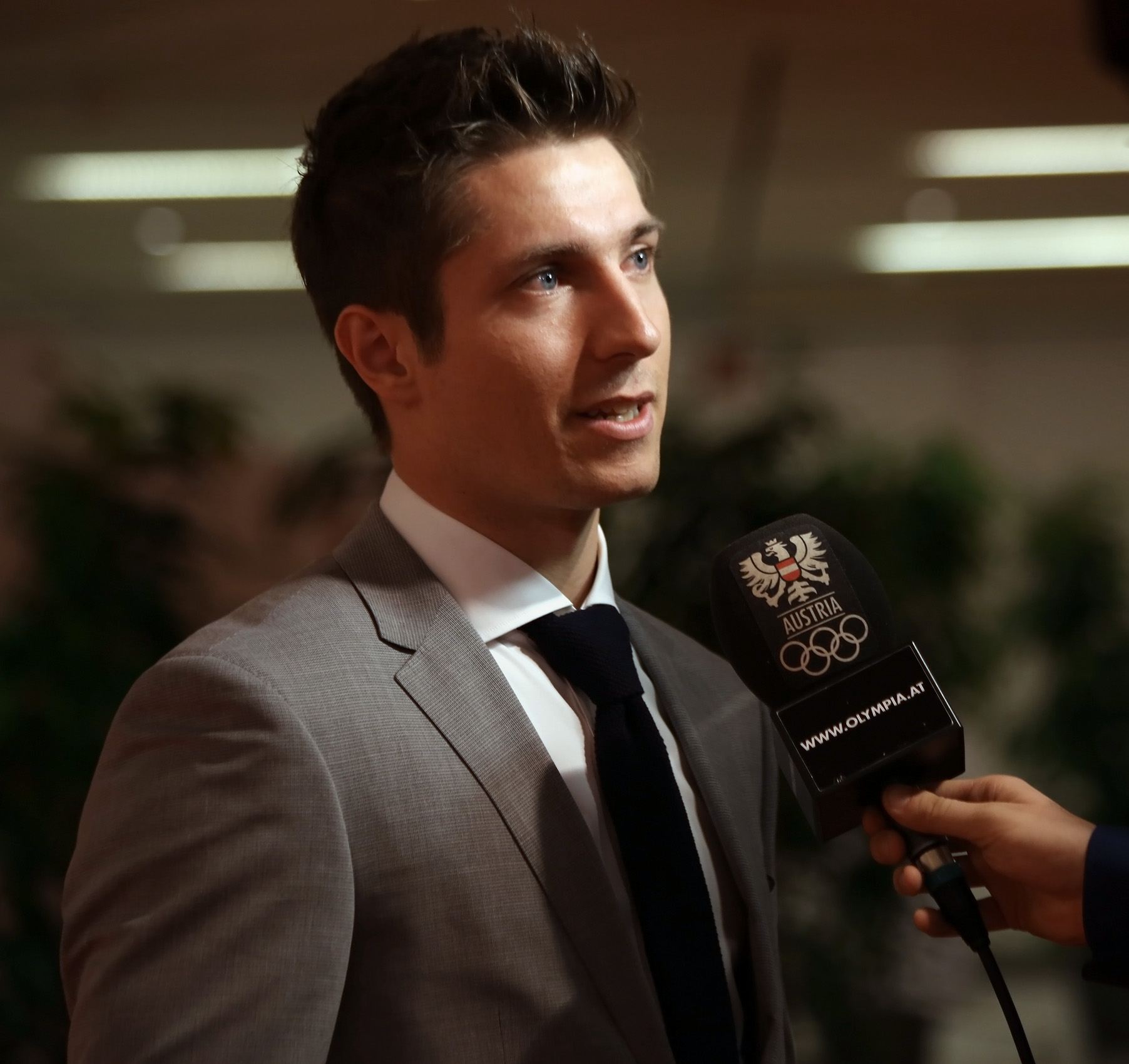
Хиршер в 2013 году

На чемпионате мира 2013 года в Шладминге, куда Хиршер приехал в статусе лидера Кубка мира 2012/13, он завоевал три медали — золото в командном первенстве и слаломе, а также серебро в гигантском слаломе.
На Олимпийских играх 2014 года в Сочи Хиршер, как и 4 годами ранее в Ванкувере, выступил в двух дисциплинах — слаломе и гигантском слаломе. В гигантском слаломе Хиршер вновь остановился в шаге от пьедестала, став четвёртым (от третьего места его отделили 0,30 сек). В слаломе после первой попытки казалось, что Хиршеру вновь не удастся выиграть олимпийскую медаль, он показал только девятое время (1,28 сек отставания от лидера). Однако во второй попытке Хиршер показал второй результат (быстрее был только словак Адам Жампа) и лидировал перед стартом последнего участника группы сильнейших Марио Матта, показавшего лучшее время в первой попытке. Матт проиграл Хиршеру во второй попытке ровно секунду, но запаса после первой хватило Марио, чтобы выиграть золото, а Хиршер с отставанием 0,28 сек занял второе место и завоевал свою первую в карьере олимпийскую медаль.
На чемпионате мира 2015 года в Вейле и Бивер-Крике (США) вновь выиграл золотую медаль в составе сборной Австрии в командных соревнованиях и серебряную в гигантском слаломе, а также впервые стал чемпионом мира в комбинации.

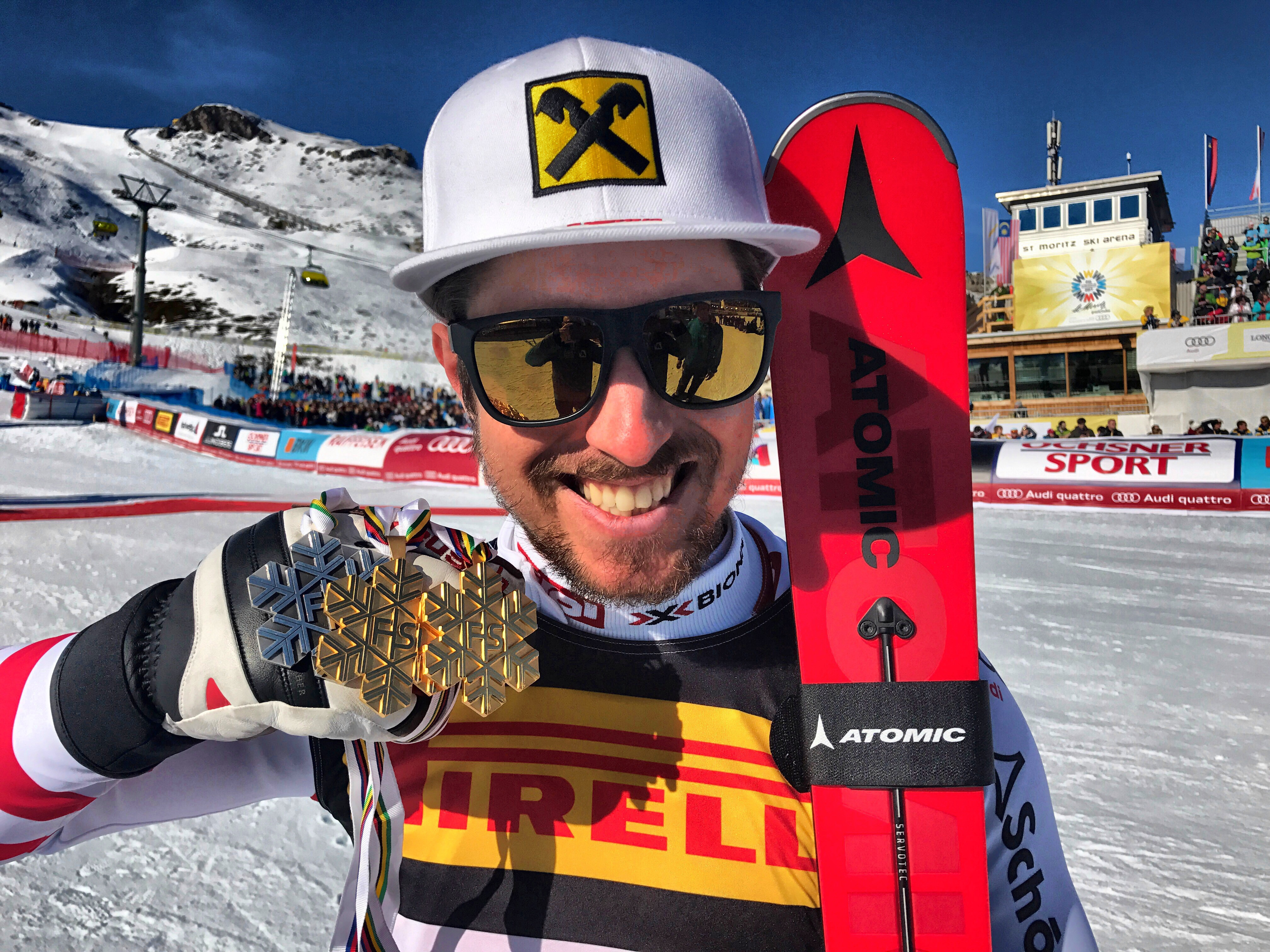
Хиршер на чемпионате мира 2017 года

На чемпионате мира 2017 года в Санкт-Морице (Швейцария) завоевал серебряную медаль в комбинации, уступив 0,01 сек швейцарцу Луке Эрни. Впервые в карьере стал чемпионом мира в гигантском слаломе, а также завоевал золото в слаломе. С шестью золотыми медалями вошёл в тройку самых успешных горнолыжников на чемпионатах мира за всю историю, сравнявшись с французом Жаном-Клодом Килли и уступая только своему соотечественнику Тони Зайлеру.
На зимних Олимпийских играх в Пхёнчхане Хиршер одержал победу в суперкомбинации с результатом 2:06,52 и стал олимпийским чемпионом. Также Хиршер завоевал золотую медаль в гигантском слаломе с итоговым результатом 2:18,04. В слаломе, где Хиршер считался основным фаворитом, он сошёл уже в первой попытке.
На чемпионате мира 2019 году в Оре третий раз в карьере выиграл золото в слаломе, а также стал вторым в гигантском слаломе (четвёртая подряд медаль чемпионата мира в этой дисциплине), уступив Хенрику Кристофферсену.
В сентябре 2019 года в возрасте 30 лет объявил о завершении спортивной карьеры.
В июне 2018 года Марсель женился на своей давней подруге Лауре Мойзль. 7 октября 2018 года у пары родился сын.
После завершения карьеры в 2019 году основал лыжный бренд Van Deer и активно участвовал в разработке и маркетинге продукции. 

#### Возвращение в 2024 году
24 апреля 2024 года, через 5 лет после завершения карьеры, 35-летний Хиршер заявил, что планирует снова выступать в сезоне 2024/25. Он решил выступать в составе сборной Нидерландов, так как у него двойное гражданство (мать Хиршера Силвия де Влиг — нидерландка). 27 октября 2024 года занял 23-е место в гигантском слаломе на этапе Кубка мира в Зёльдене, проиграв победителю 2,16 сек, и набрал 8 очков в зачёт Кубка мира. При этом во второй попытке Хиршер показал третье время. С предыдущего старта Хиршера в Кубке мира прошло 5 лет и 7 месяцев.

## Результаты на крупнейших соревнованиях

### Зимние Олимпийские игры
| Олимпийские игры | Скоростной спуск | Супергигант | Гигантский слалом | Слалом | Комбинация | Команды |
| ---------------- | ---------------- | ----------- | ----------------- | ------ | ---------- | ------- |
| 2010 Ванкувер    | —                | —           | 4                 | 5      | —          | н/д     |
| 2014 Coчи        | —                | —           | 4                 | 2      | —          | н/д     |
| 2018 Пхёнчхан    | —                | —           | 1                 | DNF1   | 1          | —       |

### Чемпионаты мира
| Чемпионат мира           | Скоростной спуск         | Супергигант              | Гигантский слалом        | Слалом                   | Комбинация               | Команды                  |
| ------------------------ | ------------------------ | ------------------------ | ------------------------ | ------------------------ | ------------------------ | ------------------------ |
| 2009 Валь-д’Изер         | —                        | —                        | 4                        | DSQ                      | DNF                      | н/д                      |
| 2011 Гармиш-Партенкирхен | Не выступал из-за травмы | Не выступал из-за травмы | Не выступал из-за травмы | Не выступал из-за травмы | Не выступал из-за травмы | Не выступал из-за травмы |
| 2013 Шладминг            | —                        | —                        | 2                        | 1                        | —                        | 1                        |
| 2015 Вейл/Бивер-Крик     | —                        | —                        | 2                        | DNF                      | 1                        | 1                        |
| 2017 Санкт-Мориц         | —                        | 21                       | 1                        | 1                        | 2                        | 1/4                      |
| 2019 Оре                 | —                        | —                        | 2                        | 1                        | —                        | —                        |

### Кубок мира

#### Завоёванные хрустальные глобусы
- Общий зачёт — 8 раз: 2011/12, 2012/13, 2013/14, 2014/15, 2015/16, 2016/2017, 2017/2018, 2018/2019
- Гигантский слалом — 6 раз: 2011/12, 2014/15, 2015/16, 2016/2017, 2017/2018, 2018/2019
- Слалом — 6 раз: 2012/13, 2013/14, 2014/15, 2016/2017, 2017/2018, 2018/2019

#### Победы на этапах Кубка мира (67)
| №  | Сезон   | Дата        | Место               | Дисциплина              |
| -- | ------- | ----------- | ------------------- | ----------------------- |
| 1  | 2009/10 | 13 дек 2009 | Валь-д’Изер         | Гигантский слалом       |
| 2  | 2009/10 | 30 янв 2010 | Краньска-Гора       | Гигантский слалом (2)   |
| 3  | 2010/11 | 12 дек 2010 | Валь-д’Изер         | Слалом                  |
| 4  | 2011/12 | 4 дек 2011  | Бивер-Крик          | Гигантский слалом (3)   |
| 5  | 2011/12 | 19 дек 2011 | Альта-Бадья         | Слалом (2)              |
| 6  | 2011/12 | 5 янв 2012  | Загреб              | Слалом (3)              |
| 7  | 2011/12 | 7 янв 2012  | Адельбоден          | Гигантский слалом (4)   |
| 8  | 2011/12 | 8 янв 2012  | Адельбоден          | Слалом (4)              |
| 9  | 2011/12 | 24 янв 2012 | Шладминг            | Слалом (5)              |
| 10 | 2011/12 | 18 фев 2012 | Банско              | Гигантский слалом (5)   |
| 11 | 2011/12 | 19 фев 2012 | Банско              | Слалом (6)              |
| 12 | 2011/12 | 17 мар 2012 | Шладминг            | Гигантский слалом (6)   |
| 13 | 2012/13 | 9 дек 2012  | Валь-д’Изер         | Гигантский слалом (7)   |
| 14 | 2012/13 | 18 дек 2012 | Мадонна-ди-Кампильо | Слалом (7)              |
| 15 | 2012/13 | 6 янв 2013  | Загреб              | Слалом (8)              |
| 16 | 2012/13 | 13 янв 2013 | Адельбоден          | Слалом (9)              |
| 17 | 2012/13 | 27 янв 2013 | Кицбюэль            | Слалом (10)             |
| 18 | 2012/13 | 29 янв 2013 | Москва              | Параллельный слалом     |
| 19 | 2013/14 | 17 ноя 2013 | Леви                | Слалом (11)             |
| 20 | 2013/14 | 14 дек 2013 | Валь-д’Изер         | Гигантский слалом (8)   |
| 21 | 2013/14 | 22 дек 2013 | Альта-Бадья         | Гигантский слалом (9)   |
| 22 | 2013/14 | 12 янв 2014 | Адельбоден          | Слалом (12)             |
| 23 | 2013/14 | 15 мар 2014 | Ленцерхайде         | Слалом (13)             |
| 24 | 2014/15 | 26 окт 2014 | Зёльден             | Гигантский слалом (10)  |
| 25 | 2014/15 | 12 дек 2014 | Оре                 | Гигантский слалом (11)  |
| 26 | 2014/15 | 14 дек 2014 | Оре                 | Слалом (14)             |
| 27 | 2014/15 | 21 дек 2014 | Альта-Бадья         | Гигантский слалом (12)  |
| 28 | 2014/15 | 6 янв 2015  | Загреб              | Слалом (15)             |
| 29 | 2014/15 | 10 янв 2015 | Адельбоден          | Гигантский слалом (13)  |
| 30 | 2014/15 | 1 мар 2015  | Гармиш-Партенкирхен | Гигантский слалом (14)  |
| 31 | 2014/15 | 22 мар 2015 | Мерибель            | Слалом (16)             |
| 32 | 2015/16 | 5 дек 2015  | Бивер-Крик          | Супергигант             |
| 33 | 2015/16 | 6 дек 2015  | Бивер-Крик          | Гигантский слалом (15)  |
| 34 | 2015/16 | 12 дек 2015 | Валь-д’Изер         | Гигантский слалом (16)  |
| 35 | 2015/16 | 20 дек 2015 | Альта-Бадья         | Гигантский слалом (17)  |
| 36 | 2015/16 | 6 янв 2016  | Санта-Катерина      | Слалом (17)             |
| 37 | 2015/16 | 23 фев 2016 | Стокгольм           | Параллельный слалом (2) |
| 38 | 2015/16 | 5 мар 2016  | Краньска-Гора       | Гигантский слалом (18)  |
| 39 | 2015/16 | 6 мар 2016  | Краньска-Гора       | Слалом (18)             |
| 40 | 2016/17 | 13 ноя 2016 | Леви                | Слалом (19)             |
| 41 | 2016/17 | 18 дек 2016 | Альта-Бадья         | Гигантский слалом (19)  |
| 42 | 2016/17 | 22 янв 2017 | Кицбюэль            | Слалом (20)             |
| 43 | 2016/17 | 29 янв 2017 | Гармиш-Партенкирхен | Гигантский слалом (20)  |
| 44 | 2016/17 | 4 мар 2017  | Краньска-Гора       | Гигантский слалом (21)  |
| 45 | 2016/17 | 18 мар 2017 | Аспен               | Гигантский слалом (22)  |
| 46 | 2017/18 | 3 дек 2017  | Бивер-Крик          | Гигантский слалом (23)  |
| 47 | 2017/18 | 10 дек 2017 | Валь-д’Изер         | Слалом (21)             |
| 48 | 2017/18 | 17 дек 2017 | Альта-Бадья         | Гигантский слалом (24)  |
| 49 | 2017/18 | 22 дек 2017 | Мадонна-ди-Кампильо | Слалом (22)             |
| 50 | 2017/18 | 4 янв 2018  | Загреб              | Слалом (23)             |
| 51 | 2017/18 | 6 янв 2018  | Адельбоден          | Гигантский слалом (25)  |
| 52 | 2017/18 | 7 янв 2018  | Адельбоден          | Слалом (24)             |
| 53 | 2017/18 | 14 янв 2018 | Венген              | Слалом (25)             |
| 54 | 2017/18 | 23 янв 2018 | Шладминг            | Слалом (26)             |
| 55 | 2017/18 | 28 янв 2018 | Гармиш-Партенкирхен | Гигантский слалом (26)  |
| 56 | 2017/18 | 3 мар 2018  | Краньска-Гора       | Гигантский слалом (27)  |
| 57 | 2017/18 | 4 мар 2018  | Краньска-Гора       | Слалом (27)             |
| 58 | 2017/18 | 17 мар 2018 | Оре                 | Гигантский слалом (28)  |
| 59 | 2018/19 | 18 ноя 2018 | Леви                | Слалом (28)             |
| 60 | 2018/19 | 8 дек 2018  | Валь-д’Изер         | Гигантский слалом (29)  |
| 61 | 2018/19 | 16 дек 2018 | Альта-Бадья         | Гигантский слалом (30)  |
| 62 | 2018/19 | 17 дек 2018 | Альта-Бадья         | Параллельный слалом (3) |
| 63 | 2018/19 | 20 дек 2018 | Зальбах-Хинтерглемм | Слалом (29)             |
| 64 | 2018/19 | 6 янв 2019  | Загреб              | Слалом (30)             |
| 65 | 2018/19 | 12 янв 2018 | Адельбоден          | Гигантский слалом (31)  |
| 66 | 2018/19 | 13 янв 2019 | Адельбоден          | Слалом (31)             |
| 67 | 2018/19 | 29 янв 2019 | Шладминг            | Слалом (32)             |